# 6295 Schmoll
6295 Schmoll è un asteroide della fascia principale del diametro medio di circa 7,59 km. Scoperto nel 1988, presenta un'orbita caratterizzata da un semiasse maggiore pari a 2,3437232 UA e da un'eccentricità di 0,1962812, inclinata di 3,23568° rispetto all'eclittica.